# Enix
Enix Corporation (株式会社エニックス?, Kabushiki-gaisha Enikkusu) era un'azienda giapponese che sviluppava e pubblicava videogiochi. È conosciuta, soprattutto in Giappone, per aver pubblicato la serie di videogiochi di ruolo Dragon Quest. Enix ha inoltre creato e pubblicato  materiale cartaceo (come riviste o manga), anime, giocattoli e accessori per il mercato giapponese perseguendo la missione di diventare complesso mediatico, un'industria dedicata alla produzione di materiale di vario genere in base alle richieste del pubblico.
L'azienda è stata fondata da Yasuhiro Fukushima il 22 settembre 1975, col nome di Eidansha Boshu Service Center (株式会社営団社募集サービスセンター?, Kabushiki Gaisha Eidansha Boshū Sābisu Sentā). Il nome "Enix" deriva dall'unione delle parole "phoenix" (inglese per "fenice", un uccello mitologico che rinasce dalle proprie ceneri) e "ENIAC", il primo computer elettronico general purpose.
Il 1º aprile 2003 Enix si fonde con l'azienda Square per formare Square Enix.

## Dati e numeri
Enix ha annunciato, per l'anno fiscale terminato il 31 marzo 2002, un regime di vendita di oltre 213 milioni di euro.